# 최중경
최중경(崔重卿, 1956년 9월 30일 ~ )은 대한민국의 전 지식경제부 장관이다.

## 학력
- 2003년 8월: 미국 하와이대학원 경제학 박사
- 1986년 2월: 서울대학교 대학원 경영학 석사
- 1979년 2월: 서울대학교 경영대학 경영학사
- 경기고등학교 졸업

## 경력
- 2025년 1월~: 국제투자협력대사
- 국무총리 규제혁신추진단 자문단 산업·에너지·환경 담당
- 2023년 5월 ~ : 재단법인 백선엽장군기념재단 자문위원 겸 백선엽장군기념사업회 이사
- 삼성물산 감사위원회 위원장
- 삼성물산 보상위원회 위원장
- 삼성물산 내부거래위원회 위원
- 삼성물산 ESG위원회 위원
- 2021년 3월 ~ : 삼성물산 사외이사
- 2021년 2월 ~ : 제8대 한미협회 회장
- CJ ENM ESG위원회 위원
- CJ ENM 보상위원회 위원
- CJ ENM 감사위원회 위원장
- CJ ENM 사외이사후보추천위원회 위원
- 2020년 3월 ~ : CJ ENM 사외이사 겸 감사위원
- 2017년 1월 ~ : 재단법인 한미동맹재단 고문
- 2017년 ~ : 한국가이드스타 이사장
- 2017년 ~ 2019년 : 고려대학교 행정전문대학원 석좌교수
- 2016년 6월 ~ 2020년 6월 : 제43·44대 한국공인회계사회 회장
- 2014년 3월 ~ 2020년 3월 : 효성 사외이사
- 2012년 3월 : 동국대학교 행정학 석좌교수
- 2011년 1월 ~ 2011년 11월 : 지식경제부 장관
- 2010년 4월 ~ 2011년 1월 : 청와대 경제수석
- 2008년 9월 ~ 2010년 4월 : 주 필리핀 대사
- 2008년 3월 ~ 2008년 7월 : 기획재정부 제1차관
- 2008년 1월 : 제17대 대통령직인수위원회 경제1분과 전문위원
- 2005년 8월 ~ 2008년 2월 : 국제부흥개발은행(IBRD) 이사
- 2003년 4월 ~ 2005년 5월 : 재정경제부 국제금융국장
- 2001년 4월 ~ 2003년 4월 : 재정경제부 비서실장
- 1999년 10월 ~ 2001년 4월 : 재정경제부 금융정책과장
- 1999년 6월 ~ 1999년 10월 : 재정경제부 증권제도과장
- 1999년 1월 ~ 1999년 6월 : 재정경제부 외화자금과장
- 1997년 1월 ~ 1999년 1월 : 재정경제부 금융협력과장
- 1996년 4월 ~ 1997년 1월 : 재정경제원 장관비서관
- 1980년 5월 ~ 1992년 9월 : 재무부 재산관리과, 관세정책과, 증권과, 금융정책과 사무관
- 1979년 5월 : 제22회 행정고시 합격

## 발언
- 송별 만찬에 참석해 "안철수 원장이 대통령이 될 것이라는 생각은 아인슈타인이 미국 대통령이 되고 싶어하는 것과 마찬가지"라며 "아인슈타인이 만약 정치를 했으면 과연 잘할 수 있었겠나"라고 말했다.  "머리좋은 과학자는 정치판 기웃거리지 말고 과학발전에 전념해야 한다"면서 "돈 좀 벌고 이름 좀 알려졌다고 너나 없이 (정치판에)나서면 과학발전은 누가 이끄나"라고 비판했다.[1]